# 14075 Kenwill
14075 Kenwill (1996 OJ) là một tiểu hành tinh vành đai chính được phát hiện ngày 18 tháng 7 năm 1996 bởi G. R. Viscome ở Rand Observatory.